# Shas
Shas (Hebreeuws: ש"ס), officieel bekend als Thora-Waarnemende Sefaradiem (Hebreeuws: שומרי תורה ספרדים, Sjomeri Tora Sfaradim) is een overwegend Sefardisch-charedische politieke partij in Israël en heeft elf zetels in de 25e Knesset. Op 2 mei 2013 werd Aryeh Deri weer benoemd tot partijleider van Shas.
Rabbijn Ovadia Yosef was tot aan zijn dood in oktober 2013 de spirituele leider van Shas en de voorzitter van de Shas-raad van Torah-wijzen, die inclusief hemzelf uit vier leden bestond. Rabbijn Shalom Cohen volgde hem op als voorzitter van de Shas-raad en spiritueel leider van Shas. Shalom Cohen overleed 22 augustus 2022. Hoewel de afgevaardigden in de Knesset altijd religieus zijn, is een aanzienlijk gedeelte van de stemmers traditioneel en een minderheid zelfs (gedrags-)seculier. 

## Programma
Shas staat bekend voor haar strijd ter bevordering van het joods-religieuze karakter van de staat Israël. Door de universaliteit van wetgeving worden hiermee soms ook islamitische, christelijke of Druzische functies versterkt, hoewel dit het niet het eigenlijke doel is. Voorts is de partij voorstander van royale bijstandvoorzieningen, vooral voor grote families, die veelvuldig voorkomen onder de kiezers van Shas.
Inzake het Palestijns vraagstuk profileert de partij zich momenteel rechts (en voorheen linkser). Omdat dit beleidsgebied geen voorname focus is van Shas, is de partij pragmatisch genoeg om in coalities met zowel linkse als rechtse partijen zitting te nemen.

## Geschiedenis
De partij werd in 1984 opgericht volgens het idee van rabbijn Elazar Menachem Shach en door hem toevertrouwd aan rabbijn Ovadia Yosef, voormalig Sefardische opperrabbijn van Israël. Doelen waren de verbetering van voorzieningen van Sefardische charediem en versterking van de religiositeit onder sefardische joden. De eerste lijsttrekker van de partij was Yitzhak Peretz (Haim), die de partij verliet voor de concurrerende charedische partij, Verenigd Thora-jodendom.
Onder het charismatische lijsttrekkerschap van Aryeh Deri, hiervoor een adviseur van Peretz, maakte de partij een enorme groei door. De partij raakte echter verstrengeld in enkele corruptiezaken, de belangrijkste waarvan betrof de lijsttrekker zelf. Na een lang proces werd Deri schuldig bevonden aan corruptie en zat hiervoor enige tijd gevangen. Yosef benoemde Eli Yishai als nieuwe lijsttrekker. Sommige aanhangers zagen Deri als slachtoffer van een racistische heksenjacht en blijven hem aanhangen. 
Op 16 oktober 2012 werd Aryeh Deri na een onderbreking van dertien jaar opnieuw geïnstalleerd als voorzitter van de Shas-beweging. Ariël Atlas is de fractievoorzitter van Shas in de 19e Knesset. Op donderdag 2 mei 2013 werd Aryeh Deri door de "Shas-raad van Torah-wijzen" officieel benoemd als de voorzitter van de Shas-partij. Eli Yishai besloot in december 2014 om Shas te verlaten en Yachad (Samen) op te richten.
Maandag 22 augustus 2022 overleed de geestelijke leider van Shas, rabbijn Shalom Cohen, op 91-jarige leeftijd te Jeruzalem. Hij werd dezelfde dag naast zijn vrouw op het Sanhedria-kerkhof te Jeruzalem begraven, dicht bij het graf van 
rabbijn Ovadia Yosef.

### Verkiezingsresultaten
In de verkiezingen van 2003, verkreeg Shas 11 van de 120 Knessetzetels, een aanzienlijke vermindering vergeleken bij de 17 zetels in de verkiezingen van 1999. Na de zetelvermindering werd de partij de vierde (in plaats van derde) fractie van het parlement, na de Likoed, Arbeidspartij en Shinui. In de verkiezingen van 2006 haalde Shas één zetel meer, maar in 2009 en 2013 behaalde Shas weer elf zetels. In 2015 daalde het aantal behaalde zetels naar zeven. In maart 2019 steeg het aantal weer met een zetel naar acht en bij de verkiezingen in september 2019 en maart 2020 haalde de partij negen zetels.

## Zetelverdeling in deKnesset
| Zetelverdeling periode 1984-heden | parlementariërs |  |
| --------------------------------- | --- |  |
| 11e Knesset (1984): 4             | |  |
| 12e Knesset (1988): 6             | |  |
| 13e Knesset (1992): 6             | |  |
| 14e Knesset (1996): 10            | |  |
| 15e Knesset (1999): 17            | |  |
| 16e Knesset (2003): 11            | |  |
| 17e Knesset (2006): 12            | |  |
| 18e Knesset (2009): 11            | |  |
| 19e Knesset (2013): 11            | |  |
| 20e Knesset (2015): 7             | David Azoulay; Yoav Ben-Tzur; Yitzḥak Cohen; Yigal Guetta; Michael Malkieli; Yakov Margi; Meshulam Nahari |  |
| 21e Knesset (2019): 8             | Moshe Arbel; Yinon Azoulay; Yoav Ben-Tzur; Yitzḥak Cohen; Aryeh Machluf Deri; Michael Malchieli; Yakov Margi; Meshulam Nahari |  |
| 22e Knesset (2019): 9             | Moshe Abutbul, Moshe Arbel; Yinon Azoulay; Yoav Ben-Tzur; Yitzḥak Cohen; Aryeh Machluf Deri; Michael Malkieli; Yakov Margi; Meshulam Nahari |  |
| 23e Knesset (2020): 9             | Moshe Abutbul, Moshe Arbel; Yinon Azoulay; Yoav Ben-Tzur (1 juli 2020 vervangen door Yosef Taieb); Yitzḥak Cohen; Aryeh Machluf Deri (21 juni 2020 vervangen door Uriel Busso); Michael Malkieli; Yakov Margi; Meshulam Nahari                                                     |  |
| 24e Knesset (2021) : 9            | Moshe Abutbul, Moshe Arbel; Yinon Azoulay; Yoav Ben-Tzur; Chaim Biton; Uriel Busso; Aryeh Machluf Deri (van 8 april tot 13 juni 2021 tijdelijk vervangen door Yosef Taieb en sinds 23 januari 2022 opnieuw tijdelijk door laatstgenoemde vervangen); Michael Malkieli; Yakov Margi |  |
| 25e Knesset (2022) : 11           | Moshe Abutbul, Moshe Arbel; Yinon Azoulay; Yoav Ben-Tzur; Avraham Benayahu Bezalel; Chaim Biton; Uriel Busso; Aryeh Machluf Deri; Michael Malkieli; Yakov Margi; Yosef Taieb |  |